# Karl Ludwig Pfeiffer (Literaturwissenschaftler)
Karl Ludwig Pfeiffer (* 23. Februar 1944 in Neustadt an der Aisch, Mittelfranken) ist ein deutscher Literatur-, Medien- und Kulturwissenschaftler.

## Leben
Von 1963 bis 1967 studierte er Anglistik, Romanistik und Philosophie, nach dem ersten Staatsexamen (zweites Staatsexamen 1969) zusätzlich Germanistik, an der Universität Würzburg. Dort promovierte er 1973 mit einer sprach- und wissenschaftstheoretischen Arbeit zur Textinterpretation. 1977 habilitierte er sich an der Universität Konstanz mit einer bewusstseinstheoretisch ausgerichteten Arbeit zur Funktionsgeschichte des englischen Romans im 19. Jahrhundert, speziell der Romane George Merediths, für die Fächer Anglistik und Allgemeine Literaturwissenschaft.
1978 wurde er Professor für Anglistik an der Ruhr-Universität Bochum, 1979 Professor für Anglistik und Allgemeine Literaturwissenschaft an der Universität Siegen, an der er 2009 emeritiert wurde. 2007–2011 lehrte er an der Jacobs University Bremen, an der 2011 emeritiert wurde. Als Gastprofessor, Distinguished Visiting Professor und Fellow lehrte und forschte er an einer Reihe US-amerikanischer (u. a. Harvard University, Stanford University, University of California, Davis, Ruf 1986, University of California, Irvine und Santa Cruz), japanischer, brasilianischer und deutscher Universitäten.

## Publikationen

### Monografien
- Sprachtheorie, Wissenschaftstheorie und das Problem der Textinterpretation. Amsterdam: Rodopi, 1974.
- Wissenschaft als Sujet im modernen englischen Roman. Konstanz: Universitätsverlag, 1979.
- Bilder der Realität und die Realität der Bilder. Verbrauchte Formen in den Romanen George Merediths. München: Fink, 1981.
- Das Mediale und das Imaginäre. Dimensionen kulturanthropologischer Medientheorie. Frankfurt/Main: Suhrkamp, 1999 (ungarische Übersetzung 2005).
- The Protoliterary. Steps towards an Anthropology of Culture. Stanford: Stanford University Press, 2002.
- Von der Materialität der Kommunikation zur Medienanthropologie. Aufsätze zur Methodologie der Literatur- und Kulturwissenschaften, 1977–2009. Hrsg. von Ingo Berensmeyer und Nicola Glaubitz. Heidelberg: Carl Winter, 2009.
- Fiktion und Tatsächlichkeit. Momente und Modelle funktionaler Textgeschichte. Hamburg: Shoebox House, 2015.
- From Chaos to Catastrophe? Texts and the Transitionality of the Mind. Berlin/Boston: Walter de Gruyter, 2018.
- Das Symposion. Sozialer Zusammenhalt in Geschichte und Literatur. Weilerswist: Velbrück Wissenschaft, 2021.
- Sociability and Society. Literature and the Symposium, Stanford: Stanford University Press, 2023. (Stark veränderte Version des vorigen Titels)
- Was bleibet aber, stiften die Dichter. Hegel, Beckett und ihre Zumutungen. Würzburg: Königshausen & Neumann, 2024 (text & theorie, Bd. 23).

### Herausgeberschaften
- Stil. Geschichten und Funktionen eines kulturwissenschaftlichen Diskurselements. Frankfurt/Main: Suhrkamp, 1986, ISBN 3-518-28233-6 (zusammen mit Hans Ulrich Gumbrecht).
- Materialität der Kommunikation. Frankfurt/Main: Suhrkamp, 1988, ISBN 3-518-28350-2 (zusammen mit Hans Ulrich Gumbrecht).
- Paradoxien, Dissonanzen, Zusammenbrüche. Situationen offener Epistemologie. Frankfurt/Main: Suhrkamp, 1991, ISBN 3-518-28525-4 (zusammen mit Hans Ulrich Gumbrecht).
- Elf weitere Bände mit verschiedenen Co-Herausgebern u. a. zu Literatur und Naturwissenschaften, Mystik und Moderne, Schwellen der Medialisierung, Medienanthropologie, Schrift, Theorie als kulturelles Ereignis